# Lech Karwowski
Lech Mariusz Karwowski (ur. 28 sierpnia 1958 w Szczecinie) – polski krytyk i historyk sztuki, muzeolog. W latach 2001–2024 dyrektor Muzeum Narodowego w Szczecinie.

## Życiorys
Jest absolwentem studiów z historii sztuki na Katolickim Uniwersytecie Lubelskim. Po ukończeniu studiów pracował jako asystent w Dziale Sztuki Współczesnej Muzeum Narodowego w Szczecinie. Następnie pracował na stanowisku dyrektora Biura Wystaw Artystycznych w Szczecinie, wicedyrektora Zamku Książąt Pomorskich, a także wicedyrektora Centrum Rzeźby Polskiej w Orońsku. Pracował także jako dziennikarz TVP3 Szczecin.
W 2001 został powołany na stanowisko dyrektora Muzeum Narodowego w Szczecinie. Jest założycielem i autorem galerii sztuki współczesnej AMFLIADA w Szczecinie. Był także kuratorem i inicjatorem wielu wystaw, w tym m.in. Bałtyckiego Biennale Sztuki Współczesnej. Jest członkiem Międzynarodowego Stowarzyszenia Krytyków Sztuki, Międzynarodowej Rady Muzeów, a od 2006 roku także szefem szczecińskiego oddziału Stowarzyszenia Historyków Sztuki. W kadencji 2015–2018 był członkiem Rady ds. Muzeów i Miejsc Pamięci Narodowej przy Ministerstwie Kultury, Dziedzictwa Narodowego i Sportu. 12 października 2024 roku zakończył pełnienie funkcji dyrektora Muzeum Narodowego w Szczecinie, jego obowiązki przejęła dotychczasowa wicedyrektorka – Agnieszka Bortnowska.
W wyborach samorządowych w 2014 roku kandydował z list Platformy Obywatelskiej do Rady Miasta Szczecina. Ubiegał się o mandat w okręgu 3, otrzymał 179 głosów tym samym nie uzyskując mandatu.

## Odznaczenia
- Srebrny Medal „Zasłużony Kulturze Gloria Artis” (2010)[9]
- Złoty Medal „Zasłużony Kulturze Gloria Artis” (2024)[10]